# Recht auf Unentgeltlichkeit des Studiums
Ein Recht auf Unentgeltlichkeit des Studiums besteht in Deutschland nicht (mehr). Gegner von Studiengebühren fordern jedoch ein solches Recht. Eine juristische Mindermeinung ist, dass ein derartiges Recht aus dem UN-Sozialpakt abzuleiten sei.

## Internationaler Pakt über wirtschaftliche, soziale und kulturelle Rechte
Gegner von Studiengebühren versuchen (rechtlich erfolglos), ein Recht auf Unentgeltlichkeit des Studiums aus Artikel 13.2.c des multilateralen völkerrechtlichen Vertrages der Vereinten Nationen, dem Internationalen Pakt über wirtschaftliche, soziale und kulturelle Rechte (auch IPwskR, UNO-Pakt I oder UN-Sozialpakt genannt) herzuleiten. Der Sozialpakt wurde am 19. Dezember 1966 von der Generalversammlung der Vereinten Nationen einstimmig verabschiedet. Die in dem Pakt festgeschriebenen Rechte gelten diskriminierungsfrei für alle Menschen. Seine Einhaltung wird durch einen entsprechenden UN-Ausschuss überwacht.

### Recht auf Bildung
Das mit der Verabschiedung des UN-Sozialpakts in Kraft getretene Recht auf Unentgeltlichkeit des Studiums ist ein Teil einer ganzen Reihe von Spezifizierungen des Rechts auf Bildung, welches durch die Allgemeine Erklärung der Menschenrechte bereits 1948 von der Generalversammlung der Vereinten Nationen beschlossen wurde.
Im Artikel 13 des IPwskR heißt es
1. Die Vertragsstaaten erkennen das Recht eines jeden auf Bildung an. Sie stimmen überein, dass die Bildung auf die volle Entfaltung der menschlichen Persönlichkeit und des Bewusstseins ihrer Würde gerichtet sein und die Achtung vor den Menschenrechten und Grundfreiheiten stärken muss. Sie stimmen ferner überein, dass die Bildung es jedermann ermöglichen muss, eine nützliche Rolle in einer freien Gesellschaft zu spielen, dass sie Verständnis, Toleranz und Freundschaft unter allen Völkern und allen rassischen, ethnischen und religiösen Gruppen fördern sowie die Tätigkeit der Vereinten Nationen zur Erhaltung des Friedens unterstützen muss.
2. Die Vertragsstaaten erkennen an, dass im Hinblick auf die volle Verwirklichung dieses Rechts
  - (…)Er umfasst kulturelle Rechte
  - der Hochschulunterricht auf jede geeignete Weise, insbesondere durch allmähliche Einführung der Unentgeltlichkeit, jedermann gleichermaßen entsprechend seinen Fähigkeiten zugänglich gemacht werden muss;

### Einhaltung des UN-Sozialpakts
Nach Ansicht des freien zusammenschlusses von studentInnenschaften (kurz: fzs) verstößt die Bundesrepublik Deutschland durch die Einführung allgemeiner Studiengebühren durch die Länder gegen dieses Recht. Die Einführung von Studiengebühren in einigen Bundesländern sei damit völkerrechtswidrig und nicht zulässig. Mit der Klage vor dem UN-Sozialausschuss soll erreicht werden, dass die Bundesregierung die Einhaltung des Pakts garantieren muss.
Auch die Gewerkschaft Erziehung und Wissenschaft (GEW) sieht eine Verletzung des Pakts. Gemeinsam mit dem fzs hat sie eine Stellungnahme an den UN-Ausschuss verfasst. Nach deren Ansicht belegt dieser Bericht, dass die Einführung von Studiengebühren in Deutschland im Widerspruch zum Sozialpakt steht und damit gegen geltendes Völkerrecht verstößt.
Am 24. Oktober hat der parlamentarische Staatssekretär beim Bundesministerium für Bildung und Forschung, Andreas Storm, im Rahmen einer Fragestunde des Bundestages, Stellung zum Bericht von fzs und GEW genommen. Gefragt hatte Cornelia Hirsch (Die Linke) nach der Positionierung der Bundesregierung zu dem Bericht:

Der Internationale Pakt über wirtschaftliche, soziale und kulturelle Rechte vom 19. Dezember 1966 beinhaltet nach Auffassung der Bundesregierung im Ergebnis kein Verbot der Einführung von Studienbeiträgen. Entscheidend ist, dass der Zugang von der Finanzkraft des Einzelnen unabhängig bleibt. Auch das Bundesverfassungsgericht hat in seinem Studiengebühren-Urteil vom 26. Januar 2005 in dem Vertrag kein Studienbeitragsverbot gesehen, sondern den Pakt als Ausdruck und Konkretisierung der eigenverantwortlichen sozialstaatlichen Verpflichtung des Bundes und der Länder zitiert.
Die Bundesregierung geht davon aus, dass die Länder bei der Ausgestaltung ihrer Studienbeitragssysteme die Zielsetzung und die Regelungen des Paktes als Konkretisierung ihrer sozialstaatlichen Verpflichtung berücksichtigen. Alle studienbeitragserhebenden Länder haben gleichzeitig mit den Studienbeiträgen zinsgünstige, elterneinkommensunabhängige Kredite zur sozialverträglichen Ausgestaltung eingeführt. Unabhängig von der Einführung von Studienbeiträgen wird die Chancengleichheit beim Zugang zum Hochschulstudium darüber hinaus auch durch das BAföG gesichert. Vor diesem Hintergrund sind Verstöße gegen den Pakt nach Auffassung der Bundesregierung nicht erkennbar.

### Klagen gegen Studiengebühren
Klagen von Studierendenvertretungen oder einzelnen Studierenden vor Verwaltungsgerichten wurden bisher mit meist ähnlicher Begründung abgelehnt. Das Oberverwaltungsgericht Münster in Nordrhein-Westfalen hat beispielsweise eine Klage des Paderborner Allgemeinen Studierendenausschusses (AStA) gegen die Studiengebühren in dem Bundesland mit der Begründung abgewiesen, dass „der UNO-Sozialpakt über wirtschaftliche, kulturelle und soziale Rechte nur als Ziel zu verstehen sei und innerstaatlich als unmittelbar geltendes Recht nicht angewendet werden könne.“
Ähnlich urteilte das Verwaltungsgericht Hannover über die Klage eines Studierenden.

## Hochschulrahmengesetz
Im Jahre 2001 versuchte die Rot-Grüne Bundesregierung im Hochschulrahmengesetz ein Verbot von Studiengebühren und damit ein Recht auf Unentgeltlichkeit des Studiums festzuschreiben. Am 26. Januar 2005 hat das Bundesverfassungsgericht das 2001 eingeführte Verbot von Studiengebühren im Hochschulrahmengesetz für nichtig erklärt, da es in die Gesetzgebungskompetenz der Bundesländer eingreife.